# 吉田雀巣庵
吉田 雀巣庵（よしだ じゃくそうあん）は、江戸時代後期の本草学者。通称は平九郎、諱は高憲。尾張藩士。本草学結社嘗百社の一員として動植物の収集、写生に取り組み、特に昆虫類の図画をまとめた『虫譜』は高く評価されている。月琴、古物にも造詣が深かった。

## 概要
文化2年（1805年）、尾張藩士吉田平九郎の子として生まれた。吉田家当主は代々平九郎を名乗り、住所は尾張国名古屋広井三蔵、禄は100石であった。
母ゑいは文化10年（1813年）3月3日死去、父平九郎も文政6年（1823年）10月死去し、12月4日家督を相続した。当初馬廻組に所属したが、文政7年（1824年）2月29日寄合組に転じ、文政13年（1830年）7月11日平九郎を襲名した。
文政頃、水谷豊文、石黒済庵、伊藤瑞三、大窪太兵衛、大河内存真等が定期的に開いていた本草会に大窪昌章、伊藤圭介、神谷三園等と加わり、その頃嘗百社と命名された。木曽、駒ヶ岳、白山等に動植物を採集し、社中では「平九さん」と親しまれたという。飯沼慾斎は晩年著書を編述中、不審点がある度に家を訪れ、いつも謝礼として美濃紙を贈っていたという。
月琴を嗜んだほか、古物の収集にも熱を入れており、細野要斎、岡田文園、小寺玉晁、小田切春江、野口梅居等による同好会に参加し、天保3年（1837年）から没年まで毎年1月25日自宅で博物会を催し、古い器物、瓦、貨幣、藩札等を展示した。安政2年（1855年）4月14日には御下屋敷脇広場で甲冑出張調を行っている。
当初子ができず、一時門人小塩五郎を養子としたが、その後実子角鞠が誕生した。
安政6年（1859年）8月24日コレラにて死去。家督相続の都合で、藩には27日没として届け出た。万延元年（1860年）3月25日、追薦のため七ツ寺で博物会が開催された。

## 著書
- 『虫譜』 - 国立国会図書館デジタルコレクション
- 『魚譜』 - 国立国会図書館デジタルコレクション
- 『介譜』 - 国立国会図書館デジタルコレクション
- 『雀巣菌譜』[1]
- 『芝栭譜』[1]
- 『虫豸類図附獣類図』[1][4]
- 『雀巣庵植物印葉図』[1]
- 『草木写生図』[1]
- 『雀巣庵禽譜』[1]
- 『蜻蜓譜』[1][4]
- 『物殊品名』 - 国立国会図書館デジタルコレクション
- 『諸国名産食品録』[1]
- 『木曽道中日記』[5]